# 多米尼克·凯泽
多米尼克·凯泽（德語：Dominik Kaiser，1988年9月16日—）是一位德国足球运动员，现效力于德乙俱乐部漢諾威，于场上司职中场。

## 足球生涯
青年时期的凯泽在辗转效力过奥斯特阿尔布县多支不同的青年队后，自2007-08赛季起成为诺曼尼亚格明德参加巴登-符腾堡足球高级联赛的主力球员。在17岁以前，他也同时参加网球训练，但自那时起则明确决定将成为一名足球运动员 。至2009-10赛季，凯泽转投联赛竞争对手霍芬海姆1899二队。当时的主教练是同期效力于盖斯林根的凯泽长兄的熟人。在凯泽加盟的首个赛季，他便随队升入南部地区联赛。
随后，凯泽在2010-11赛季定期跟随一线队训练，并于2011年5月14日代表霍芬海姆1899一线队首次亮相德甲，在这场第34轮主场对阵沃尔夫斯堡的比赛中，他于第84分钟作为防守球员替换登场。2012年1月3日，凯泽与俱乐部原本将在赛季末到期的合同被延长了两年，至2014年6月30日止。
至2012-13赛季，凯泽转会至正于东北地区联赛作赛的RB莱比锡。他在莱比锡重遇了以往曾在霍芬海姆时期共事的发起人拉尔夫·朗尼克。这一赛季结束后，他随队升入了德丙联赛。在2013-14赛季，凯泽占据了莱比锡的主力防守中场位置，并以13个入球帮助球队升入德乙联赛。此外他还被评为年度德丙最佳球员。2014年1月，凯泽被首次委任为RB莱比锡的队长。
在接下来的赛季中，凯泽仍然是德乙表现最优秀的球员之一。然而RB莱比锡却错过了直通德甲的机会。至2015-16赛季，RB莱比锡加强了进攻，凯泽因此需要承担更多的防守职责。尽管如此，他还是帮助球队最终升入了德甲。